# Olympes de la Parole Canada
 (septembre 2024).
Olympes de la Parole Canada (en anglais: Voices of Olympia Canada) est un concours scolaire canadien tenu annuellement par un organisme sans but lucratif de même nom,, organisé initialement par le Club des Femmes Universitaires de Montréal sous la présidence de Dre Saôde Savary,.
Ce concours est réservé aux filles de niveau secondaire, qui doivent proposer des solutions concrètes à différents enjeux affectant les femmes. Dans cette optique, chaque équipe de concurrentes réalise un projet au fil de l’année scolaire. Après avoir été jugés et récompensés en fin d’année, les projets lauréats sont implantés concrètement au sein des communautés qu’ils visent à desservir. De par les valeurs de justice sociale qu'il cherche à véhiculer et le travail de réflexion entrepris par ses participantes, Olympes de la Parole Canada a également pour objectif d'avoir un impact sur la société dans son ensemble,.

## Principe
Chaque année depuis sa création en 2017,, Olympes de la Parole Canada choisit un sujet abordé lors de la Commission de la condition de la femme des Nations Unies,,. Certains objectifs précis de développement durable sont aussi pris en compte dans l’organisation du concours.